# Eklekto Geneva Percussion Center
Eklekto Geneva Percussion Center (ancien nom: « Centre international de percussion de Genève » ou « CIP ») est une association de percussion contemporaine.
Fondé en 1974 par l'instrumentiste d'orchestre et compositeur Pierre Métral (1936-1996), le collectif à dimension variable est spécialisé dans la création, l'interprétation et la diffusion de la musique de percussion des XXe et XXIe siècles.

## Histoire
En 1965, les percussionnistes de l’Orchestre de la Suisse Romande, dont Pierre Métral, forment l’Ensemble à percussion de Genève. Quelques années plus tard, le 25 avril 1974, l’ensemble est à l’origine de la création du Centre international de percussion de Genève. Cette association, dont Pierre Métral prend la direction artistique, a vocation à constituer un centre de création musicale et d’enseignement de la percussion.
En 2011, l’association change de nom pour devenir Eklekto Geneva Percussion Center.
Le collectif est aujourd’hui commanditaire d’une centaine d’œuvres pour percussion de compositeurs tels que Ryoji Ikeda, Tristan Perich, Thomas Meadowcroft, Yoshihisa Taira, Stefano Gervasoni, Pierre Jodlowski, William Blank, Sven-Åke Johansson, Thomas Kessler ou Billy Martin. Les percussionnistes de l’association se sont produits dans différents pays avec des artistes tels que Fritz Hauser, Étienne Jaumet, Stefan Asbury, Arturo Tamayo, Synergy Percussion, Ensemble KNM Berlin, etc.
Sur la scène musicale genevoise, Eklekto participe régulièrement aux festivals de La Bâtie, Archipel, aux Fêtes de la Musique et aux Concerts de la Ville.
En 2006, le Centre international de percussion crée le festival bisannuel Batteries! (5 éditions entre 2006 et 2015). En 2009, le festival Percussion devient un rendez-vous annuel organisé par l'association (4 éditions entre 2009 et 2012). 
Depuis sa création, l’association a développé un instrumentarium, vaste parc d’instruments de percussion aujourd’hui composé de plus de mille pièces. Elle a également rassemblé plus d’un millier de partitions manuscrites ou éditées de percussion.
Par ailleurs, Eklekto initie des activités de médiation, d’animations sonores et de présentations pédagogiques à destination du jeune public.
Entre 2017 et 2021, Eklekto fait paraître (Im)pulse, une revue semestrielle consacrée à la programmation artistique de l’association, ainsi qu’à des interviews et des articles de fond autour de la percussion contemporaine.
En mai 2022, Eklekto rejoint le nouveau projet culturel « les 6 toits. Laboratoire des arts vivants » collectivement avec l’ensemble Contrechamps, l'Orchestre de chambre de Genève (OCG) et le Conservatoire Populaire de Musique, Danse et Théâtre. Cet espace de création est consacré aux musiques actuelles et à l’expérimentation sonore. Il constitue un lieu de spectacle et de médiation culturelle, ancré dans la vie locale du quartier des Charmilles à Genève,.
Depuis février 2023, la direction artistique est assurée par Dorian Fretto, Corentin Marillier et Yi-Ping Yang.
En novembre 2024, l'ouvrage collectif intitulé La percussion contemporaine: Mémoires du CIP à Eklekto a été édité aux Éditions Contrechamps. Il retrace les cinquante années d'activité de l'association et relate l'évolution de la discipline musicale à travers des témoignages de compositeurs, percussionnistes, musicologues et directeurs artistiques. Dirigé par Philippe Albèra, Nathalie Baranger et William Blank, le recueil rassemble des contributions de personnalités telles que Steven Schick, Jean Geoffroy, Alexandre Babel, Fritz Hauser, Sarah Hennies, et bien d'autres. Il met en lumière les développements sonores redéfinissant la percussion ces dernières années.

## Direction artistique
- Pierre Métral (1974-1988)
- William Blank (1988-1992)
- Jacques Ménétrey (1992-1996)[12]
- Steven Schick (2000-2005)
- Jean Geoffroy (2005-2013)[13]
- Alexandre Babel (2013-2022)[8],[14]
- Dorian Fretto, Corentin Marillier et Yi-Ping Yang (2023 - )[10]

## Discographie
- Steve Reich: Music For 18 Musicians, Contrechamps & Eklekto Ensembles (CD - Megadisc Classics – MDC 7889 - 2021)
- 6 Pieces for Gamelan Slendro, Eklekto & Ensemble 0 (CD - Mode – 330 - 2021)
- Antoine Chessex: Echo/cide / The Experience Of Limit (Vinyle - Tochnit Aleph – TA165 - 2020)
- Ryoji Ikeda: Music For Percussion, Eklekto (Vinyle - The Vinyl Factory – VF275 - 2017 / CD - Codex Edition – cd-001 - 2018)
- Eva Rehfuss chante Jean Daetwyler, Poulenc et Granados, Eva Rehfuss, Ensemble à percussion de Genève (CD - VDE-Gallo, 2005)
- Centre International De Percussion (CD - Musiques Suisses – MGB CTS-M 81 - 2003)
- Wen Deqing - Portrait, Giorgio Bernasconi, Mirella Vedeva, Ensemble Contrechamps, Ensemble du Centre International de Percussion de Genève, Quatuor du Temps, Sébastien Risler, Romy Rudolf von Rohr (CD - Stradivarius – STR33471 - 1997)
- Percussion, Basler Schlagzeugtrio, Ensemble du Centre International de Percussion de Genève (CD - Jecklin – JS 304-2 - 1996)
- Niccolò Castiglioni: Liedlein - Cantus Planus I-Ii; Franco Donatoni: Arpège - Madrigale, Annette Nödinger, Viola Galgoshi, Ensemble Contrechamps, Ensemble du Centre International de Percussion de Genève, Hungarian Radio And Television Chamber and Children's Choir, Giorgio Bernasconi (CD - Stradivarius – STR 33437 - 1996)
- Marlos Nobre : In memoriam, Mosaico, Convergencias, Biosfera, O canto multiplicado, Ukrinmakrinkrin, Rhythmetron, Divertimento, Concerto breve, Variaçoes ritmicas, Sonancias 1 & 3, Marlos Nobre, Maria Lucia Godoy; Amalia Bazan, Musica Nova Philharmonia; Musica Nuova Ensemble, Luiz de Moura Castro, Ensemble à percussion de Genève, Ensemble Bartok (CD - Léman Classics LC 44100 - 1994)
- Eric Gaudibert: Feuillages, Songes, Bruissements, Albumblätter, Concerto pour hautbois, Aurèle Nicolet, Omar Zoboli, Ensemble du Centre international de Percussion, Trio Musiviva, Orchestre des rencontres musicales, Lausanne (CD - Perspective PER 9302 - 1993)
- Carl Orff: Carmina Burana (Version pour Deux Pianos et Percussion), Brigitte Fournier, Peter Sigrist, Michel Brodard, Mayumi Kameda, Jean-Jacques Balet, Ensemble à Percussion de Genève, Chœur Novantiqua de Sion, Schola des petits chanteurs de Sion, Bernard Heritier (CD - Cascavelle VEL 3114, Cascavelle VEL 1009 - 1993)
- Chœur des XVI, André Ducret, Eva Nievergelt, Nicole Rossier, André Cardino, Michel Brodard, Gui-Michel Caillat, Philippe Dinkel, Olivier Lattion, Guillaume Tournaire, Centre international de Percussion de Genève (cassette - Artlab 91275 - 1991)
- Marlos Nobre: Sonancias III pour deux pianos et percussion; Sonancias I pour piano et percussion; Variaçoes ritmicas pour piano et percussions; Rythmetron pour orchestre de percussions, Marlos Nobre, Luiz de Moura Castro, Peter Grunberg, Pierre Métral, William Blank, Ensemble Bartok (Genève), Ensemble à percussion de Genève (Vinyle - EMI music France - 1987)
- Jean Daetwyler: Erotikon: Concerto phrygien, Jean Daetwyler, Eva Rehfuss, Pierre Métral, Brigitte Buxtorf, Ensemble à percussion (Genève) (Vinyle - Evasion disques-EB 100832 - 1980)
- Pierre Metral: Repercussion, Concertino, Villes, Sonatine N°1, Pierre Métral, Brigitte Buxtorf, Catherine Eisenhoffer, Maria Casarès, Basia Retchitzka, Ensemble instrumental (Genève), Ensemble à percussion (Genève) (Vinyle - Vde-Gallo-30-147 - 1977)